# Torri di Verdeta
Le Torri di Verdeta, conosciute anche con il nome di Torrioni, sono un edificio che si trova a San Pietro in Elda, nel comune di San Prospero, in provincia di Modena.

## Storia
La costruzione dell'edificio risale alla prima metà del XVI secolo. L'edificio, a pianta centrale, è stato realizzato su progetto dell’architetto Sesastre Castaldi. Ad alcune centinaia di metri vi è la costruzione rurale, costruita nel XVIII secolo, denominata Corte Verdeta, già di proprietà del Duca di Modena Francesco IV. Accanto si erge l'oratorio di San Gaetano, costruito nel 1771.
La struttura è stata proprietà della famiglia Castaldi, poi della famiglia Cantuti Castelvetri, a cui appartiene lo stemma in marmo posto al centro della struttura, fino ad diventare un possedimento del Duca di Modena. Nei possedimenti del Duca di Modena rientrava proprio la frazione di San Pietro in Elda, un tempo detta Verdeta. Nel 1737 la villa diventò proprietà della famiglia Sassi e infine  per via ereditaria, nel 1832 al marchese Giacomo Munarini.
Le Torri di Verdeta hanno avuto nei secoli sia una funzione militare di controllo del territorio come torre di avvistamento sia una funzione di rimessa per conservare il grano e frumento.
In tempi più recenti i locali retrostanti sono stati utilizzati a stalla e successivamente a ricovero di attrezzi agricoli. La villa è stata colpita dal terremoto del 2012.

## Architettura
La massiccia villa sorge isolata nella campagna e rappresenta un importante esempio di architettura in villa. L’intero edificio a pianta centrale, con un grande androne all'ingresso, si sviluppa in altezza. Ai lati vi sono due torri e il corpo centrale è composto da due ordini sovrapposti, con diverse logge e finestre ovali.
Dall'androne interno partono due scale di servizio contrapposte, una delle quali è stata demolita, ed i collegamenti con le altre sale. Oggi la villa è abbandonata.